# Пролетарский (Адыгея)
Пролетарский (адыг. Ермэл) — хутор в Майкопском муниципальном районе Республики Адыгея России. Входит в состав Кировского сельского поселения.

## История
Хутор основан в 1923 году под названием Малов. Затем в хутор стали приезжать армянские семьи, переселившиеся когда-то из оккупированной турками Западной Армении в Абхазию. В 1936 году была построена школа, которая в годы войны была военным госпиталем. 
На данный момент в хуторе Пролетарском есть ДК имени Закарьяна, медпункт, хлебопекарня, магазины и школа.

## Население
| 2002  | 2010  | 2013  | 2014  | 2015  | 2016  | 2017  |
| ----- | ----- | ----- | ----- | ----- | ----- | ----- |
| 925   | ↗1031 | ↗1062 | →1062 | ↗1064 | ↘1059 | ↘1052 |
| 2018  | 2019  | 2020  | 2021  | 2023  | 2024  |       |
| ↗1064 | ↗1081 | ↗1153 | ↘1031 | ↗1048 | ↗1090 |       |

По данным Всероссийской переписи населения 2021 года:
| Народ               | Численность, чел. | Доля от всего населения, % |
| ------------------- | ----------------- | -------------------------- |
| армяне              | 713               | 69,16 %                    |
| русские             | 128               | 12,42 %                    |
| другие / не указано | 190               | 18,42 %                    |
| всего               | 1 031             | 100,0 %                    |

## Улицы
- Зелёная,
- Зеленая 2-я,
- Комсомольская,
- Короткая,
- Молодёжная,
- Северная,
- Школьная,
- Шоссейная.